# Ҫ

Darstellung des kyrillischen Buchstabens ҫ

Das Ҫ, ҫ ist ein Buchstabe des kyrillischen Alphabets, bestehend aus einem С mit Cedille. Es kommt in den Alphabeten der tschuwaschischen und baschkirischen Sprache vor. Im Baschkirischen ist es ein stimmloser dentaler Frikativ [θ], im Tschuwaschischen ein stimmloser alveolopalataler Frikativ [ɕ] oder stimmhafter alveolopalataler Frikativ [ʑ] in den intervokalen Positionen. In lateinischer Transkription wird das Ҫ entweder als th (meistens im Englischen) oder als z oder c in südeuropäischen Sprachen. Dieser Buchstabe ist trotz starker Ähnlichkeit nicht mit dem Ç zu verwechseln.

## Zeichenkodierung
| Standard  | Standard    | Majuskel Ҫ                                | Minuskel ҫ                              |
| --------- | ----------- | ----------------------------------------- | --------------------------------------- |
| Unicode   | Codepoint   | U+04AA                                    | U+04AB                                  |
| Unicode   | Name        | CYRILLIC CAPITAL LETTER ES WITH DESCENDER | CYRILLIC SMALL LETTER ES WITH DESCENDER |
| UTF-8     | UTF-8       | D2 AA                                     | D2 AB                                   |
| XML/XHTML | dezimal     | &#1194;                                   | &#1195;                                 |
| XML/XHTML | hexadezimal | &#x04AA;                                  | &#x04AB;                                |